# 大津市立長等小学校
大津市立長等小学校（おおつしりつ ながらしょうがっこう）は、滋賀県大津市大門通にある公立小学校。

## 沿革
- 1873年（明治6年）2月11日 - 修道学校と弘道学校が開校。
- 1881年（明治14年） - 滋賀郡第17学区修道学校となる。
- 1892年（明治25年） - 大津町立大津西尋常小学校と改称。
- 1898年（明治31年）10月1日 - 大津市制実施により、大津市立大津西尋常小学校と改称。
- 1941年（昭和16年）4月1日 - 大津市立長等国民学校と改称。
- 1947年（昭和22年）9月1日 - 大津市立長等小学校と改称。

## 通学区域
- 大門通、園城寺町、山上町、観音寺、尾花川、茶が崎、御陵町、小関町、三井寺町、神出開町、浜大津二丁目、浜大津三丁目、浜大津四丁目、長等一丁目、長等二丁目、長等三丁目、皇子が丘二丁目、皇子が丘三丁目[1]。

※卒業後は基本的に大津市立皇子山中学校に進学する。